# Coppa panamericana maschile under 23 di pallavolo 2024
La Coppa panamericana maschile under 23 di pallavolo 2024, 7ª edizione dell'omonima competizione maschile di pallavolo, si è svolta dal 16 al 21 settembre 2024 a Paramaribo, in Suriname: al torneo hanno partecipato otto squadre nazionali under 23 nordamericane e sudamericane e la vittoria finale è andata per la seconda volta al Messico.

## Impianti
|                                                                         |  |  |
|                                                                         |  |  |
| Anthony Nesty Sporthal Città: Paramaribo Capienza: ? Anno d'apertura: ? |  |  |

## Regolamento

### Formula
Le squadre hanno disputato una prima fase a gironi con formula del girone all'italiana; al termine della prima fase:
- Le prime tre classificate di ogni girone hanno acceduto alla fase finale per il primo posto, strutturata in quarti di finale, a cui hanno partecipato solo le seconde e le terze classificate, semifinali, finale per il terzo posto e finale.
- Le quarte classificate di ogni girone e le due eliminate ai quarti di finale della fase finale per il primo posto hanno acceduto alla fase finale per il quinto posto, strutturata in semifinali, finale per il settimo posto e finale per il quinto posto.

### Criteri di classifica
Se il risultato finale è stato di 3-0 sono stati assegnati 5 punti alla squadra vincente e 0 a quella sconfitta, se il risultato finale è stato di 3-1 sono stati assegnati 4 punti alla squadra vincente e 1 a quella sconfitta, se il risultato finale è stato di 3-2 sono stati assegnati 3 punti alla squadra vincente e 2 a quella sconfitta.
L'ordine del posizionamento in classifica è stato definito in base a:
- Numero di partite vinte;
- Punti;
- Ratio dei set vinti/persi;
- Ratio dei punti realizzati/subiti;
- Risultati degli scontri diretti.

## Squadre partecipanti
| Squadra                   | Qualificazione      | Ultima partecipazione      |
| ------------------------- | ------------------- | -------------------------- |
| Costa Rica                | -                   | Debutto                    |
| Cuba                      | -                   | Cuba 2023                  |
| Guatemala                 | -                   | Repubblica Dominicana 2021 |
| Messico                   | -                   | Repubblica Dominicana 2021 |
| Perù                      | -                   | Cuba 2023                  |
| Rep. Dominicana           | -                   | Cuba 2023                  |
| Suriname                  | Paese organizzatore | Repubblica Dominicana 2021 |
| Saint Vincent e Grenadine | -                   | Debutto                    |

## Torneo

### Fase a gironi
| Girone A        | Girone B                  |
| --------------- | ------------------------- |
| Costa Rica      | Guatemala                 |
| Cuba            | Perù                      |
| Messico         | Suriname                  |
| Rep. Dominicana | Saint Vincent e Grenadine |

#### Girone A

##### Risultati
| 16 settembre 2024 Anthony Nesty Sporthal, Paramaribo Durata: 1h:30 - Spettatori: 50  | Cuba            | 3 - 0 | Costa Rica      | 25-13, 25-21, 25-22               |
| 16 settembre 2024 Anthony Nesty Sporthal, Paramaribo Durata: 1h:53 - Spettatori: 250 | Messico         | 3 - 1 | Rep. Dominicana | 25-23, 23-25, 25-21, 25-22        |
| 17 settembre 2024 Anthony Nesty Sporthal, Paramaribo Durata: 1h:23 - Spettatori: 50  | Costa Rica      | 0 - 3 | Messico         | 25-27, 18-25, 21-25               |
| 17 settembre 2024 Anthony Nesty Sporthal, Paramaribo Durata: 2h:09 - Spettatori: 158 | Cuba            | 3 - 2 | Rep. Dominicana | 21-25, 22-25, 25-20, 25-18, 15-13 |
| 18 settembre 2024 Anthony Nesty Sporthal, Paramaribo Durata: 1h:50 - Spettatori: 50  | Rep. Dominicana | 3 - 1 | Costa Rica      | 25-17, 25-21, 23-25, 25-22        |
| 18 settembre 2024 Anthony Nesty Sporthal, Paramaribo Durata: 1h:42 - Spettatori: 150 | Cuba            | 3 - 1 | Messico         | 20-25, 25-21, 25-19, 25-14        |

##### Classifica
| Pos. | Squadra         | Pt | G | V | P | SV | SP | Ratio | PF  | PS  | Ratio |
| ---- | --------------- | -- | - | - | - | -- | -- | ----- | --- | --- | ----- |
| 1    | Cuba            | 12 | 3 | 3 | 0 | 9  | 3  | 3,000 | 278 | 236 | 1,177 |
| 2    | Messico         | 10 | 3 | 2 | 1 | 7  | 4  | 1,750 | 254 | 250 | 1,016 |
| 3    | Rep. Dominicana | 7  | 3 | 1 | 2 | 6  | 7  | 0,857 | 290 | 291 | 0,996 |
| 4    | Costa Rica      | 1  | 3 | 0 | 3 | 1  | 9  | 0,111 | 205 | 250 | 0,820 |

      Qualificata alle semifinali per il primo posto.
      Qualificata ai quarti di finale per il primo posto.
      Qualificata alle semifinali per il quinto posto.

#### Girone B

##### Risultati
| 16 settembre 2024 Anthony Nesty Sporthal, Paramaribo Durata: 2h:41 - Spettatori: 50  | Perù                      | 2 - 3 | Guatemala                 | 25-22, 23-25, 21-25, 26-24, 11-15 |
| 16 settembre 2024 Anthony Nesty Sporthal, Paramaribo Durata: 1h:00 - Spettatori: 523 | Suriname                  | 3 - 0 | Saint Vincent e Grenadine | 25-18, 25-16, 25-20               |
| 17 settembre 2024 Anthony Nesty Sporthal, Paramaribo Durata: 0h:57 - Spettatori: 50  | Saint Vincent e Grenadine | 0 - 3 | Perù                      | 14-25, 15-25, 15-25               |
| 17 settembre 2024 Anthony Nesty Sporthal, Paramaribo Durata: 1h:59 - Spettatori: 445 | Suriname                  | 1 - 3 | Guatemala                 | 20-25, 18-25, 25-21, 23-25        |
| 18 settembre 2024 Anthony Nesty Sporthal, Paramaribo Durata: 0h:57 - Spettatori: 50  | Guatemala                 | 3 - 0 | Saint Vincent e Grenadine | 25-10, 25-12, 25-17               |
| 18 settembre 2024 Anthony Nesty Sporthal, Paramaribo Durata: 1h:16 - Spettatori: 231 | Suriname                  | 0 - 3 | Perù                      | 15-25, 19-25, 17-25               |

##### Classifica
| Pos. | Squadra                   | Pt | G | V | P | SV | SP | Ratio | PF  | PS  | Ratio |
| ---- | ------------------------- | -- | - | - | - | -- | -- | ----- | --- | --- | ----- |
| 1    | Guatemala                 | 12 | 3 | 3 | 0 | 9  | 3  | 3,000 | 282 | 231 | 1,220 |
| 2    | Perù                      | 12 | 3 | 2 | 1 | 8  | 3  | 2,666 | 256 | 206 | 1,242 |
| 3    | Suriname                  | 6  | 3 | 1 | 2 | 4  | 6  | 0,666 | 212 | 225 | 0,942 |
| 4    | Saint Vincent e Grenadine | 0  | 3 | 0 | 3 | 0  | 9  | 0,000 | 137 | 225 | 0,608 |

      Qualificata alle semifinali per il primo posto.
      Qualificata ai quarti di finale per il primo posto.
      Qualificata alle semifinali per il quinto posto.

### Fase finale
|  | Quarti | Quarti          | Quarti |  |  | Semifinali | Semifinali | Semifinali |  |                 | Finale          | Finale          | Finale |
|  |        |                 |        |  |  |            |            |            |  |                 |                 |                 |        |
|  |        |                 |        |  |  | 1A         | Cuba       | 2          |  |                 |                 |                 |        |
|  |        |                 |        |  |  | 1A         | Cuba       | 2          |  |                 |                 |                 |        |
|  |        |                 |        |  |  | 2B         | Perù       | 3          |  |                 |                 |                 |        |
|  | 2B     | Perù            | 3      |  |  | 2B         | Perù       | 3          |  |                 |                 |                 |        |
|  | 2B     | Perù            | 3      |  |  |            |            |            |  |                 |                 |                 |        |
|  | 3A     | Rep. Dominicana | 2      |  |  |            |            |            |  |                 |                 |                 |        |
|  | 3A     | Rep. Dominicana | 2      |  |  |            |            |            |  | 2B              | Perù            | 1               |        |
|  |        |                 |        |  |  |            |            |            |  | 2B              | Perù            | 1               |        |
|  |        |                 |        |  |  |            |            |            |  |                 | 2A              | Messico         | 3      |
|  |        |                 |        |  |  |            |            |            |  |                 | 2A              | Messico         | 3      |
|  |        |                 |        |  |  |            |            |            |  |                 |                 |                 |        |
|  |        |                 |        |  |  |            |            |            |  |                 |                 |                 |        |
|  |        |                 |        |  |  | 1B         | Guatemala  | 0          |  | Finale 3° posto | Finale 3° posto | Finale 3° posto |        |
|  |        |                 |        |  |  | 1B         | Guatemala  | 0          |  |                 |                 |                 |        |
|  |        |                 |        |  |  | 2A         | Messico    | 3          |  |                 | 1A              | Cuba            | 3      |
|  | 2A     | Messico         | 3      |  |  |            | Messico    | 3          |  |                 | 1A              | Cuba            | 3      |
|  | 2A     | Messico         | 3      |  |  |            |            |            |  | 1B              | Guatemala       | 0               |        |
|  | 3B     | Suriname        | 0      |  |  |            |            |            |  |                 | Guatemala       | 0               |        |
|  | 3B     | Suriname        | 0      |  |  |            |            |            |  |                 |                 |                 |        |

#### Quarti di finale
| 19 settembre 2024 Anthony Nesty Sporthal, Paramaribo Durata: 1h:16 - Spettatori: 150 | Messico | 3 - 0 | Suriname        | 25-19, 25-10, 25-23               |
| 19 settembre 2024 Anthony Nesty Sporthal, Paramaribo Durata: 2h:26 - Spettatori: 50  | Perù    | 3 - 2 | Rep. Dominicana | 19-25, 27-25, 22-25, 25-22, 15-13 |

#### Semifinali
| 20 settembre 2024 Anthony Nesty Sporthal, Paramaribo Durata: 1h:58 - Spettatori: 50 | Cuba      | 2 - 3 | Perù    | 25-14, 18-25, 25-18, 23-25, 12-25 |
| 20 settembre 2024 Anthony Nesty Sporthal, Paramaribo Durata: 1h:14 - Spettatori: 50 | Guatemala | 0 - 3 | Messico | 19-25, 16-25, 18-25               |

#### Finale 3º posto
| 21 settembre 2024 Anthony Nesty Sporthal, Paramaribo Durata: 1h:14 - Spettatori: 75 | Cuba | 3 - 0 | Guatemala | 25-20, 25-23, 25-15 |

#### Finale
| 21 settembre 2024 Anthony Nesty Sporthal, Paramaribo Durata: 1h:48 - Spettatori: 250 | Perù | 1 - 3 | Messico | 16-25, 25-27, 25-21, 13-25 |

### Finale 5º e 7º posto
|  | Semifinali | Semifinali                | Semifinali |            |    | Finale 5º posto | Finale 5º posto           | Finale 5º posto |  |
|  |            |                           |            |            |    |                 |                           |                 |  |
|  | 3A         | Rep. Dominicana           | 3          |            |    |                 |                           |                 |  |
|  | 3A         | Rep. Dominicana           | 3          |            |    |                 |                           |                 |  |
|  | 4B         | Saint Vincent e Grenadine | 0          |            |    |                 |                           |                 |  |
|  | 4B         | Saint Vincent e Grenadine | 0          |            | 3A | Rep. Dominicana | 3                         |                 |  |
|  |            |                           |            |            | 3A | Rep. Dominicana | 3                         |                 |  |
|  |            |                           | 4A         | Costa Rica | 0  |                 |                           |                 |  |
|  | 3B         | Suriname                  | 4A         | Costa Rica | 0  | 2               |                           |                 |  |
|  | 3B         | Suriname                  |            |            |    | 2               |                           |                 |  |
|  | 4A         | Costa Rica                | 3          |            |    | Finale 7º posto | Finale 7º posto           | Finale 7º posto |  |
|  | 4A         | Costa Rica                | 3          |            |    |                 |                           |                 |  |
|  |            |                           |            |            |    |                 |                           |                 |  |
|  |            |                           |            |            |    | 4B              | Saint Vincent e Grenadine | 0               |  |
|  |            |                           |            |            |    | 4B              | Saint Vincent e Grenadine | 0               |  |
|  |            |                           |            |            |    | 3B              | Suriname                  | 3               |  |

#### Semifinali
| 20 settembre 2024 Anthony Nesty Sporthal, Paramaribo Durata: 2h:24 - Spettatori: 50 | Costa Rica                | 3 - 2 | Suriname        | 25-17, 25-27, 25-22, 29-31, 20-18 |
| 20 settembre 2024 Anthony Nesty Sporthal, Paramaribo Durata: 0h:48 - Spettatori: 50 | Saint Vincent e Grenadine | 0 - 3 | Rep. Dominicana | 10-25, 11-25, 8-25                |

#### Finale 7º posto
| 21 settembre 2024 Anthony Nesty Sporthal, Paramaribo Durata: 0h:52 - Spettatori: 100 | Suriname | 3 - 0 | Saint Vincent e Grenadine | 25-16, 25-13, 25-10 |

#### Finale 5º posto
| 21 settembre 2024 Anthony Nesty Sporthal, Paramaribo Durata: 1h:13 - Spettatori: 100 | Costa Rica | 0 - 3 | Rep. Dominicana | 20-25, 15-25, 18-25 |

## Classifica finale
| Pos     | Squadra                   | Rosa |
| ------- | ------------------------- | --- |
| Oro     | Messico                   | Formazione: 1 Righetto, 3 Alvarado, 7 González, 8 Páez, 10 Aguirre, 13 García, 14 Ruiz, 16 Adame, 18 Toy, 19 Castañeda, 29 Martínez, 48 Hernández, CT: Soares       |
| Argento | Perù                      | Formazione: 1 Vertiz, 2 Ñiquen, 5 Gushiken, 6 Despaigne, 7 Miranda, 8 Porras, 9 La Jara, 10 Plana, 11 Chicoma, 12 Lujan, 13 Cano, 14 Porcari, CT: Recavarren        |
| Bronzo  | Cuba                      | Formazione: 5 Iglesias, 6 González, 9 Rodríguez, 10 Suárez, 13 Martínez, 14 Valle, 15 Camino, 17 Contreras, 18 Flaquet, 33 Wilson, 35 Gallego, 46 Pereira, CT: Cruz |
| 4       | Guatemala                 | Formazione: 1 Pérez, 4 Zavala, 5 Recinos, 8 Ralón, 9 Delgado, 10 Carmona, 11 Hernández, 12 Rivas, 13 Durán, 16 González, 17 Samayoa, 18 Álvarez, CT: Lucas          |
| 5       | Rep. Dominicana           | Formazione: 2 Molina, 4 Andújar, 5 Jiménez, 6 Figueroa, 7 Tolentino, 8 Gómez, 9 E. Ortiz, 12 Rojas, 15 Rosario, 18 M. Ortiz, 19 Maldonado, CT: Mañón                |
| 6       | Costa Rica                | Formazione: 1 Jones, 2 Barboza, 4 Solano, 7 Rodríguez, 8 Vanega, 10 Dennis, 11 Franco, 12 Obando, 14 Calderón, 22 Gonzáles, 23 Vázquez, 24 Delgado, CT: Salas       |
| 7       | Suriname                  | Formazione: 2 Jameson, 3 Lee-A-Leong, 5 Ritfeld, 6 Lobo, 7 Huisden, 10 Meijer, 11 Hiwat, 12 Black, 13 Wijngaarde, 16 Lesperans, 17 Sandel, 18 Anakaba, CT: Orta     |
| 8       | Saint Vincent e Grenadine | Formazione: 1 Thomas, 2 John, 3 Dennis, 4 Debique, 5 Nero, 6 Duncan, 7 Frederick, 8 Delpesche, 9 Pereira, 10 Liverpool, 11 Bacchus, 12 Burgin, CT: Daryl            |

|  |  | Qualificate ai II Giochi panamericani giovanili |

## Premi individuali
| Premio                | Nome             | Squadra         |
| --------------------- | ---------------- | --------------- |
| MVP                   | Isaías Aguirre   | Messico         |
| Miglior realizzatore  | Adrián Figueroa  | Rep. Dominicana |
| Miglior servizio      | Franky Hernández | Messico         |
| Miglior difesa        | Eliander Jiménez | Rep. Dominicana |
| Miglior ricevitore    | Isaías Aguirre   | Messico         |
| Miglior palleggiatore | Yonni Iglesias   | Cuba            |
| Miglior opposto       | Adrián Figueroa  | Rep. Dominicana |
| Miglior schiacciatore | Isaías Aguirre   | Messico         |
| Miglior schiacciatore | Alonso Porras    | Perù            |
| Miglior centrale      | Moisés Ortiz     | Rep. Dominicana |
| Miglior centrale      | Diego Ruiz       | Messico         |
| Miglior libero        | Eliander Jiménez | Rep. Dominicana |

## Statistiche
| Rendimento individuale | Rendimento individuale | Rendimento individuale | Rendimento individuale |
| Pos.                   | Nome                   | Punti                  | Squadra                |
| ---------------------- | ---------------------- | ---------------------- | ---------------------- |
| 1                      | Adrián Figueroa        | 148                    | Rep. Dominicana        |
| 2                      | Leonel Despaigne       | 138                    | Perù                   |
| 3                      | Bryan Camino           | 89                     | Cuba                   |
| 4                      | Thiago Suárez          | 88                     | Cuba                   |
| 5                      | Gerardo Chicoma        | 87                     | Perù                   |

| Attacchi vincenti | Attacchi vincenti | Attacchi vincenti | Attacchi vincenti |
| Pos.              | Nome              | Punti             | Squadra           |
| ----------------- | ----------------- | ----------------- | ----------------- |
| 1                 | Adrián Figueroa   | 140               | Rep. Dominicana   |
| 2                 | Leonel Despaigne  | 131               | Perù              |
| 3                 | Gerardo Chicoma   | 78                | Perù              |
| 4                 | Bryan Camino      | 77                | Cuba              |
| 5                 | Thiago Suárez     | 74                | Cuba              |
| 5                 | Ronny Molina      | 74                | Rep. Dominicana   |

| Muri vincenti | Muri vincenti     | Muri vincenti | Muri vincenti             |
| Pos.          | Nome              | Punti         | Squadra                   |
| ------------- | ----------------- | ------------- | ------------------------- |
| 1             | Moisés Ortiz      | 28            | Rep. Dominicana           |
| 2             | Diego Ruiz        | 20            | Messico                   |
| 3             | Jeremy Vanega     | 13            | Costa Rica                |
| 3             | Cristofer Andújar | 13            | Rep. Dominicana           |
| 5             | Shadron Delpesche | 11            | Saint Vincent e Grenadine |
| 5             | Thiago Suárez     | 11            | Cuba                      |
| 5             | Jakdiel Contreras | 11            | Cuba                      |
| 5             | Alexis Wilson     | 11            | Cuba                      |

| Battute vincenti | Battute vincenti  | Battute vincenti | Battute vincenti |
| Pos.             | Nome              | Punti            | Squadra          |
| ---------------- | ----------------- | ---------------- | ---------------- |
| 1                | Franky Hernández  | 16               | Messico          |
| 2                | Isaías Aguirre    | 15               | Messico          |
| 3                | Bryan Camino      | 8                | Cuba             |
| 4                | Jakdiel Contreras | 7                | Cuba             |
| 4                | Yonni Iglesias    | 7                | Cuba             |